# Mildenhall (Suffolk)
Mildenhall è un paese di 9 906 abitanti della contea del Suffolk, in Inghilterra.